# Joana Ramos

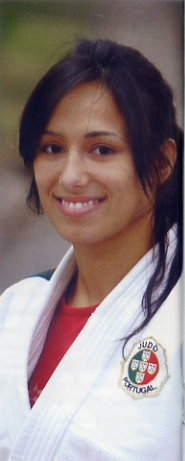
Joana Ramos

Joana Ramos (* 16. Januar 1982 in Coimbra) ist eine portugiesische Judoka.
Ramos ist achtfache portugiesische Meisterin. 2011 gewann sie bei der Europameisterschaft in Istanbul die Silbermedaille in der Gewichtsklasse bis 52 Kilogramm.